# Morning View
| Совокупная оценка    | Совокупная оценка |
| Источник             | Оценка            |
| -------------------- | ----------------- |
| Metacritic           | 62/100            |
| Оценки критиков      |                   |
| Источник             | Оценка            |
| AllMusic             | [ 4 ]             |
| Blender              | [ 5 ]             |
| Entertainment Weekly | B                 |
| Los Angeles Times    | [ 6 ]             |
| NME                  | 4/10              |
| Q                    | [ 8 ]             |
| Rolling Stone        | [ 9 ]             |
| Slant Magazine       | [ 10 ]            |
| USA Today            | [ 11 ]            |
| The Village Voice    | C+                |

Morning View (рус. Утренний пейзаж) — четвёртый студийный альбом американской рок-группы Incubus, выпущенный 23 октября 2001 года лейблами Epic и Immortal Records. Следом за альбомом 29 мая 2002 года выходит DVD — The Morning View Sessions. Продолжая отходить от ню-метала, альбом широко варьируется от софт- до хард-рокового звучания в стиле альтернативного рока. Это последний альбом, в записи которого участвовал басист группы Алекс Катунич.
В альбом вошли два популярных сингла: «Wish You Were Here» и «Nice to Know You». Альбом Morning View в целом получил высокую оценку критиков и стал дважды платиновым, что сделало его самым продаваемым альбомом группы.

## Информация об альбоме
Релиз Morning View состоялся 23 октября 2001 года. Сопроводительный DVD Morning View Sessions был издан 29 мая 2002.
Также альбом примечателен тем, что на нём в последний раз участвовал басист Алекс Катунич.
С такими синглами как «Wish You Were Here» и «Nice to Know You» альбом Morning View в целом был очень тепло встречен и стал трижды платиновым, а также самым продаваемым альбомом Incubus.

## Список композиций
Слова и музыка всех песен — Incubus.
| №                   | Название               | Длительность              |
| ------------------- | ---------------------- | ------------------------- |
| 1.                  | «Nice to Know You»     | 4:43                      |
| 2.                  | «Circles»              | 4:09                      |
| 3.                  | «Wish You Were Here»   | 3:32                      |
| 4.                  | «Just a Phase»         | 5:33                      |
| 5.                  | «11am»                 | 4:16                      |
| 6.                  | «Blood on the Ground»  | 4:36                      |
| 7.                  | «Mexico»               | 4:22                      |
| 8.                  | «Warning»              | 4:42                      |
| 9.                  | «Echo»                 | 3:36                      |
| 10.                 | «Have You Ever»        | 3:16                      |
| 11.                 | «Are You In?»          | 4:26                      |
| 12.                 | «Under My Umbrella»    | 3:33                      |
| 13.                 | «Aqueous Transmission» | 7:46                      |
| Общая длительность: | Общая длительность:    | Общая длительность: 58:29 |

| №  | Название                                             | Длительность |
| -- | ---------------------------------------------------- | ------------ |
| 1. | «The Warmth» (Live in New York City 9/16/01)         |              |
| 2. | «Wish You Were Here» (Live in New York City 9/16/01) |              |

| №  | Название                           | Длительность |
| -- | ---------------------------------- | ------------ |
| 1. | «Pardon Me» (Live in Denver)       |              |
| 2. | «Favorite Things» (Live in Denver) |              |
| 3. | «Clean» (Live Acoustic)            |              |
| 4. | «Drive» (Acoustic)                 |              |

| №  | Название                                                                   | Длительность |
| -- | -------------------------------------------------------------------------- | ------------ |
| 1. | «Anything» (Later released on Monuments and Melodies)                      | 3:32         |
| 2. | «Little Kitten, Big Litter Box» (Unreleased song written for Morning View) |              |
| 3. | «I Dream of Fiji» (Unreleased song written for Morning View)               |              |
| 4. | «Police Car» (Unreleased song written for Morning View)                    |              |
| 5. | «Puzzle» (Unreleased song written for Morning View')                       |              |

## Чарты
Альбом
| Год  | Чарт          | Продажи 1-й недели | Альбомов продано | Позиция |
| ---- | ------------- | ------------------ | ---------------- | ------- |
| 2001 | Billboard 200 | 266 000            | 3,6 миллиона     | 2       |

Синглы
| Год  | Сингл                | Чарт                   | Позиция |
| ---- | -------------------- | ---------------------- | ------- |
| 2001 | «Wish You Were Here» | Modern Rock Tracks     | 2       |
| 2001 | «Wish You Were Here» | Mainstream Rock Tracks | 4       |
| 2001 | «Wish You Were Here» | Billboard Hot 100      | 60      |
| 2001 | «Wish You Were Here» | Adult Top 40           | 36      |
| 2002 | «Nice To Know You»   | Modern Rock Tracks     | 9       |
| 2002 | «Nice To Know You»   | Mainstream Rock Tracks | 9       |
| 2002 | «Warning»            | Modern Rock Charts     | 3       |
| 2002 | «Warning»            | Mainstream Rock Tracks | 27      |
| 2002 | «Circles»            | Mainstream Rock Tracks | 31      |

## Участники записи
Incubus
- Брэндон Бойд — вокал
- Майк Айнзигер — гитара
- Алекс Катунич — бас-гитара
- Крис Килмор — клавишные
- Хосе Пасийяс — ударные

Продюсирование
- Scott Litt и Incubus